# اچ‌ام‌اس نانسی (۱۷۸۹)
اچ‌ام‌اس نانسی (۱۷۸۹) (به انگلیسی: HMS Nancy (1789)) یک کشتی بود که طول آن ۸۰ فوت (۲۴ متر) بود.